# Gidar (Sprache)
Das Gidar (Selbstbezeichnung má-káɗà) ist eine von etwa 40.000 Personen um die Stadt Guider im Norden Kameruns gesprochene Sprache. Sie gehört zur Familie der Tschadischen Sprachen, und dort zur Untergruppe der Biu-Mandara-Sprachen (auch: Zentraltschadische Sprachen). Die in der Region dominierende überregionale Sprache, die auch von den meisten Gidar-Sprechern beherrscht wird, ist das Fulfulde.

## Lautsystem

### Konsonanten
|                      | Labiale | Dentale | Velare | Laterale |
| -------------------- | ------- | ------- | ------ | -------- |
| stimmlose Plosive    | p       | t       | k      |          |
| stimmhafte Plosive   | b       | d       | g      |          |
| Implosive            | ɓ       | ɗ       |        |          |
| stimmlose Frikative  | f       | s       | h      | ɬ        |
| stimmhafte Frikative | v       | z       |        | ɮ        |
| Nasale               | m       | n       | ŋ      |          |

Dazu kommen die Sonoranten w, y, r und l.
ɬ und ɮ sind Laterale mit Reibegeräusch, dagegen hat l kein Reibegeräusch und entspricht dem deutschen l.
Auffällig sind die Implosive und die Laterale mit Reibegeräusch, zwei Arten von Lauten, die auch in vielen anderen tschadischen Sprachen vorkommen.
Der Kontrast zwischen n und ŋ ist eingeschränkt und besteht im Wesentlichen nur am Wortende: Vor Vokal kommt nur n vor, vor Konsonant können n und ŋ unterschiedslos gebraucht werden (vor g und k spricht man naturgemäß immer ŋ).

### Vokale
Es gibt 6 Vokale i, e, a, o, u, ə. Die Dokumentation zeigt manchmal Variation zwischen u und ə in der Umgebung von Labialen. o und u werden als ö bzw. ü gesprochen, wenn die Folgesilbe desselben Wortes ein e oder i enthält (Beispiel: gǜlí „Frauen“)
Vokale und Konsonanten können beide gelängt vorkommen, doch sind diese Fälle selten.
Ferner können Vokale nasaliert auftreten; auch dies ist nicht häufig.

### Töne
Das Gidar ist eine Tonsprache mit zwei Registern Hochton und Tiefton. Jede Silbe wird mit einem der beiden Töne gesprochen. Der Hochton wird hier durch einen Akut markiert (z. B. á), der Tiefton durch einen Gravis (z. B. à). Vokabeln können durch den Ton unterschieden sein, vgl. má „Mund“ – mà „Mutter“.
Viele grammatische Suffixe haben den sogenannten Polarton, d. h., sie tragen den umgekehrten Ton wie die vorangehende Silbe. Diese Morpheme haben also gar keinen inhärenten Ton, sondern ihr Ton wird durch den Kontext bestimmt. Die Tonpolarität führt dazu, dass der lexikalische Ton der vorangehenden Silbe akustisch umso klarer hervorgehoben wird.
Die Dokumentation ist bezüglich der Töne manchmal inkonsistent. Es ist damit zu rechnen, dass im Kontext Tonveränderungen auftreten können, die noch nicht voll verstanden sind.

### Konsonantencluster
Das Gidar verwendet zahlreiche Konsonantencluster. Am Wortanfang können zwei, im Wort- oder Phraseninnern bis zu drei Konsonanten aufeinander folgen. Beispiele:
| glà       | Haus     |
| ɬré       | sechs    |
| mbàrá     | aber     |
| psə̀       | geben    |
| tàkprá    | Knie     |
| à pə́rmkà  | er hörte |
| mə̀lpènkɗé | Flüsse   |

### Pausal- und Kontextform
Das Gidar hat die Besonderheit, dass zahlreiche Wörter einen Unterschied machen zwischen einer Pausalform, die in Isolation und vor einem syntaktischen Einschnitt gebraucht wird, sowie einer Kontextform, die im normalen Satzzusammenhang gebraucht wird. Und zwar werfen die meisten Wörter, deren Pausalform auf einen Vokal endet, diesen in der Kontextform ab. Dadurch entstehen dann auch Konsonantencluster am Wortende. In manchen Fällen wird in der Kontextform der Ton des abfallenden Vokals auf den Vokal der vorangehenden Silbe übertragen. Zuweilen ergeben sich noch kompliziertere Relationen zwischen beiden Formen: In der Kontextform fällt zwar der Endvokal ab, aber dafür tritt ein Vokal ə zwischen die am Ende verbleibenden Konsonanten oder findet ein Vokalumsprung statt, um ein ungewöhnliches Cluster zu verhindern. Einige Beispiele:
- „Pferd“: pə́lsà (Pausalform) – pə́ls (Kontextform), z. B. in Zusammenhängen wie pə́ls də̀ ... „ein Pferd und ...“
- „Kind“ wínà (Pausalform) – wín (Kontextform)
- „Tier, Fleisch“ ɬúà (Pausalform) – ɬú (Kontextform)
- „Kuh“ wàɬíyà (Pausalform) – wàɬí (Kontextform)
- „seine Mutter“ màní (Pausalform) – màn (Kontextform)
- „mein“ náwà (Pausalform) – nàw (Kontextform)
- „dir“ sùkó (Pausalform) – súk (Kontextform)
- „sagen“ ə́náhá (Pausalform) – ə́ná (Kontextform)
- „kaufen“ lbáhə̀ (Pausalform) – lbà (Kontextform)
- „ich kaufte“ nə̀ lbá-kà (Pausalform) – nə̀ lbáh-ə̀k (Kontextform, das -h- tritt hier wieder auf)
- „er aß“ à zə́mkà (Pausalform) – à zə́mə̀k (Kontextform), z. B. in à zə́mə̀k ɬúà „er aß Fleisch“
- „Hündin“ kə̀rkə́ (Pausalform) – krə́k (Kontextform)
- „Ehefrau“ gùlkú (Pausalform) – glúk (Kontextform)
- „Frauen“ gǜlí (Pausalform) – gíl (Kontextform)

Kein Unterschied zwischen Pausal- und Kontextform besteht:
- bei allen Wörtern, die auf Konsonant enden
- grundsätzlich bei Eigennamen
- bei einzelnen weiteren Wörtern, z. B. glà „Haus“

## Substantiv

### Plural
Substantive können einen Plural bilden. Dieser endet meist auf -ɗe, nach Vokal fallweise auf -ɗi. Das Pluralsuffix hat Polarton. Ein Endvokal des Substantivs fällt zum Teil ab ähnlich wie in der „Kontextform“, oder aber ein auslautendes a wird bei Antritt der Pluralendung zu e umgefärbt. Es bestehen einige Unregelmäßigkeiten. Beispiele:
- „Vogel“ bə́ngá, Pl. bə́ngéɗì
- „Hund“ krà, Pl. kə̀rɗé
- „Fluss“ mə̀lpá, Pl. mə̀lpènkɗé
- „Haus“ glà, Pl. glèɗé
- „Kuh“ wàɬíyà, Pl. wàɬìɗé
- „Mann“ zə̀l, Pl. zèlí
- „Frau“ ɗák, Pl. gǜlí (ganz unregelmäßig)

Viele Substantive, darunter fast alle Körperteilbezeichnungen, bilden keine spezielle Pluralform.

### Genus
Es ist eine Definitionsfrage, ob man dem Gidar ein grammatisches Geschlecht zuschreibt oder nicht. Zunächst gibt es ein Suffix -kə (mit Polarton), mit dem man natürliche Feminina oder (bei Dingen) Diminutiva ableiten kann. Es löst z. T. ähnliche Stammveränderungen am Substantiv aus wie die Pluralendung. Beispiele:
- krà „Hund“ – kə̀rkə́ „Hündin“
- gə́mdá „Huhn“ – gə́mdákə̀ „Hühnchen“
- glà „Haus“ – glánkə̀ „Häuschen“
- gòrdú „Messer“ – gòrdúkù „Messerchen“ (mit Vokalangleichung)

Attribute und Verben zeigen eine Kongruenz. Und zwar wird eine Form, die wir als „Femininum“ bezeichnen können, zusammen mit all diesen Ableitungen auf -kə gebraucht sowie zusätzlich mit allen Substantiven, die weibliche Personen bezeichnen (und die nicht unbedingt das Suffix -kə tragen). Die andere Form („Maskulinum“) wird mit allen übrigen Substantiven gebraucht. Man kann hier von einer Genuskongruenz sprechen. Wenn wir der Bedeutungsschattierung des Diminutivums stärkeres Gewicht geben würden, könnten wir auch statt von „Maskulinum“ und „Femininum“ von einer „Groß-Klasse“ und einer „Klein-Klasse“ sprechen. Wir folgen hier aber der üblichen Terminologie, die die beiden Klassen als Genussystem darstellt. Im Folgenden ist also mit dem Begriff „Femininum“ überall die Klasse gemeint, die Feminina und Diminutiva zugleich abdeckt.
Im Gegensatz zum Deutschen ist das Kongruenzverhalten eines Substantivs im Gidar leicht vorherzusagen, und man muss das Genus nicht für jedes Substantiv auswendig lernen.

## Adjektiv
Attributive Adjektive stehen immer nach ihrem Bezugswort und kongruieren mit ihm in Numerus und Genus. Das Bezugswort steht in der Kontextform. Es gibt zwei Arten von Adjektiven:
Manche Adjektive nehmen dieselben Suffixe -ɗe/i und -kə wie Substantive an:
- krà tə̀tré „ein schwarzer Hund“
- krə́k tə̀tùr-kə́ „eine schwarze Hündin“

krə́k ist Kontextform von kə̀r-kə́ „Hündin“. Für das Adjektiv „schwarz“ ist als abstrakter Stamm wohl *tə̀tùré anzusetzen, von welchem jeweils verschiedene Vokale elidiert werden (*tə̀tùré > tə̀tré; *tə̀tùré-kə́ > tə̀tùrkə́).
- kírə́ŋ mə̀fyé-ɗì „kleine Kinder“

kírə́ŋ ist Kontextform von kírnì „Kinder“, mə̀fyé-ɗì ist Plural von mùfĩ́yá „klein“.
Andere Adjektive nehmen dieselben Suffixe an, die als Possessivsuffixe dienen (siehe unten), also -ni (mask.), -ta (fem.), -ti (plural):
- ɗə́f màɓə̀r-nì „der andere Mensch“
- ɗí mèɓír-tì „die anderen Menschen/Leute“

Hier liegen Kontextformen vor von ɗə̀fá „Mensch“ bzw. ɗíyí „Menschen“. Das Adjektiv wird durch die Endung -tì umgelautet.

## Personalpronomina und Verwandtes
Es gibt selbständige Personalpronomina, sogenannte Subjektspronomina, Objektssuffixe und Possessivsuffixe. In der 3. Pers. sg. besteht ein Unterschied nach dem Genus (definiert wie oben in der Sektion „Substantiv“ beschrieben):
|                           | selbständiges Pronomen Pausalform | selbständiges Pronomen Kontextform | Subjektspronomen | Objektssuffix | Possessivsuffix |
| ------------------------- | --------------------------------- | ---------------------------------- | ---------------- | ------------- | --------------- |
| 1. sg. „ich“              | ìná                               | ìn                                 | nə̀               | -wà           | -wa             |
| 2. sg. „du“               | ìsí                               | ìs                                 | kə̀               | -kù           | -ko             |
| 3. sg. mask. „er“ / groß  | ndə̀ní                             | ndə́n                               | à                | -nì/-á        | -ni             |
| 3. sg. fem. „sie“ / klein | ndə̀tá                             | ndə́t                               | tə̀               | -tà           | -ta             |
| 1. pl. „wir“              | mə̀námə̀                            | mə̀nám                              | mə̀               | -mə̀           | -mə             |
| 2. pl. „ihr“              | mə̀nókùm                           | mə̀nókùm                            | kə̀               | -kúm          | -kum            |
| 3. pl. „sie“              | ndə̀dáŋ                            | ndə̀dáŋ                             | à                | -í/-tí        | -ti             |

## Possessivausdrücke
Wie in vielen anderen Sprachen der Welt (aber nicht im Deutschen) besteht ein grammatischer Unterschied zwischen alienabler (veräußerlicher) Possession und inalienabler Possession (dieses vor allem von Körperteilen und Verwandtschaftstermini). In jedem Fall wird die Abfolge Possessum-Possessor verwendet.

### Inalienable Possession
Zunächst zur inalienablen Possession. Wenn der Besitzer pronominal ist, wird ein Possessivsuffix (zu diesen siehe die vorige Sektion) an das Bezugswort angehängt. Dabei ist grundsätzlich zu beachten, dass die Suffixe -ko „dein“, -kum „euer“ und -ti „ihr(pl.)“, nicht jedoch -ni „sein“, einen Vokal -a- der vorangehenden Silbe zu -o- bzw. -e- umlauten.
- kí „Kopf“ – kí-wà „mein Kopf“
- má „Mund“ – má-nì „sein Mund“
- mà „Mutter“ – mò-kó „deine Mutter“ – mè-tí „ihre(pl.) Mutter“

Alle Possessivsuffixe (außer -kum) verlieren ihren Endvokal in der Kontextform:
- àfə́-nì „sein Vater“, im Kontext àfə́n

Wenn der Besitzer nominal ist, steht zuerst ein pronominales Suffix (in der Kontextform) und dann der Besitzer. Eine Genitivmarkierung am Besitzer wie im Deutschen erfolgt nicht:
- àfə́-n sómbò „der Vater von Sombo“, wörtlich „sein Vater, (nämlich der von) Sombo“
- àfə́-t wánkə̀ „der Vater des Mädchens“, wörtlich „ihr Vater, (nämlich der des) Mädchens“
- mè-t kírnì „die Mutter der Kinder“ (mèt ist Kontextform von mè-tí, dieses aus mà + ti).

### Alienable Possession
Jetzt zur alienablen Possession. An das Possessum einer alienablen Possession kann kein Possessivsuffix gehängt werden. Vielmehr tritt zwischen beide Elemente die Genitivpräposition ná:
- glùk ná mə̃́lìy „die Ehefrau des Chefs“[4]
- glúk ná-wà „meine Ehefrau“
- krà ná wínà „der Hund eines Kindes“
- krà ná-wà „mein Hund“

Bei Verbindung mit den Possessivsuffixen wird ná in der üblichen Weise umgelautet; es entstehen also die Formen nó-kò „dein“, né-tì „ihr(pl.)“, aber ná-nì „sein“.
Die Form ná kommt nur zur Anwendung, wenn der Possessor maskulin singular ist. Ist er feminin singular, steht nát, ist er plural, steht nét. Diese Formen sind als Zusammensetzungen von ná mit den Possessivsuffixen -ta bzw. -ti zu erklären:
- krà nát wánkə̀ „der Hund des Mädchens“ (wörtlich: Hund – von-ihr – Mädchen)
- krà nét kírnì „der Hund der Kinder“ (wörtlich: Hund – von-ihnen – Kinder)

## Verb

### Person und Tempus
Verbformen müssen im Gidar fast immer mit einem vorangehenden Subjektspronomen stehen, auch wenn ein Subjekt im Satz schon anderweitig ausgedrückt ist. Der Verbalstamm selbst unterliegt nur wenigen Veränderungen. Im Prinzip kann das Subjektspronomen zusammen mit dem Verbstamm schon eine Aussage bilden (z. B. nə̀ zə́m „ich esse/aß“), doch ist diese Konstruktion eher selten. In den meisten Fällen tritt noch eine Tempus- bzw. Aspektmarkierung hinzu. Die folgenden drei Markierungen können als besonders wichtig angesehen werden:
- -kà (Perfekt), wird an den Verbalstamm angehängt
- tàt- / (3.sg.mask. und 3.pl.:) tày- (Progressiv), ersetzt das Subjektspronomen.[6] Da die Progressivmarkierung jedoch die Person nicht eindeutig genug markiert, wird, wo nötig (nämlich in der ersten und zweiten Person), noch das selbständige Personalpronomen zusätzlich verwendet.
- wá- (Futur), wird dem Subjektspronomen vorangestellt und verschmilzt mit diesem.

In der 2. und 3. Pers. Plural nimmt das Verb einen auf -(á)n (final -(á)ŋ) endenden Pluralstamm an.
|                                             | Perfekt     | Progressiv        | Futur     |
| ------------------------------------------- | ----------- | ----------------- | --------- |
| 1. sg. „ich aß / esse gerade / werde essen“ | nə̀ zə́m-kà   | ìn tàt zə́m        | wán zə́m   |
| 2. sg. „du aßt etc.“                        | kə̀ zə́m-kà   | ìs tàt zə́m        | wák zə́m   |
| 3. sg. mask. „er aß etc.“                   | à zə́m-kà    | tày zə́m           | wá zə́m    |
| 3. sg. fem. „sie aß etc.“                   | tə̀ zə́m-kà   | tàt zə́m           | wát zə́m   |
| 1. pl. „wir aßen etc.“                      | mə̀ zə́m-kà   | mə̀nám tàt zə́m     | wám zə́m   |
| 2. pl. „ihr aßt etc.“                       | kə̀ zə́mán-kà | mə̀nókùm tàt zə́máŋ | wák zə́máŋ |
| 3. pl. „sie aßen etc.“                      | à zə́mán-kà  | tày zə́máŋ         | wá zə́máŋ  |

Der Vokal a der Perfektmarkierung wird zu e bzw. o umgefärbt, wenn die vorangehende Silbe ein e/i bzw. o/u enthält:
- nì dé-kè „ich kam“ (unter dem Einfluss des Verbalstammes mit e wird hier auch das Subjektspronomen nə̀ zu nì umgefärbt)

In der Kontextform wird die Perfektmarkierung zu -k (oder -ə̀k) reduziert.
Vom Pronomen der Präsensreihe sind zuweilen auch zweisilbige Formen dokumentiert:
- wánk tàtə́ húmà „das Mädchen weint“
- tàyí zə́m zə̀gá „er isst etwas“ (zə̀gá = „Ding, etwas“)

Das Verb lə́ „gehen“ hat einen völlig unregelmäßigen Pluralstamm ddóŋ:
- à lə̀-k éngílì „er ging nach Hause“ (éngílì = „zu Hause, nach Hause“; lə̀k ist Kontextform von lə́-kà)
- à ddón-k éngílì „sie gingen nach Hause“

### Verb mit Objektssuffixen
Das pronominale Objekt („mich“, „dich“ etc.) wird durch Suffixe ausgedrückt, die dem Verb angehängt werden (siehe oben in der Sektion „Personalpronomina“):
- wá və́r-mə̀ „er wird uns schlagen“

Wenn das Verb auch eine Perfektmarkierung -ka hat, so gehen die Objektssuffixe dieser voran. Der Ton der Objektssuffixe wandelt sich dabei in einen Hochton, und die Vokale der Suffixe -wa „mich“, -ni „ihn“ und -ta „sie“ werden zu ə reduziert:
- k ùl-wə́-kà „du sahst mich“
- à g-wə́-kà „er erwartete mich“ (g = „erwarten“)
- à hál-tə́-kà „er raubte sie (entweder Frau oder kleines Ding)“
- nə̀ və́r-kú-kò „ich schlug dich“ (-kò aus -kà mit Vokalumfärbung)

Die Form des Objektssuffixes der 3. sg. mask. ist kompliziert und würde noch weitere Forschungen erfordern. Als Grundform ist wohl -nì anzusetzen:
- tàt ə́zgə́l-nì „sie füttert ihn“
- à dá-nə́-kà „er kochte es“ (nì + ka > nə́-kà)
- à zbà-nə́-kà „er folgte ihm“

Sehr viele Verben, deren Stamm auf Konsonant endet, haben jedoch eine Endung -á in Finalstellung (Progressiv, Futur) und -ə́ vor dem Perfektsuffix:
- wá grák-á „er wird es(m.) beenden“
- wá grák-tá „er wird es(f.) beenden“
- à gràk-ə́-kà „er beendete es(m.)“
- à gràk-tə́-kà „er beendete es(f.)“

- wák sə̀n-á „du wirst ihn erkennen“
- kə̀ sə́n-ə́-kà „du hast ihn/es erkannt; du kennst ihn; du weißt es“

- nə́ və̀r-ə́-kà „ich schlug ihn“
- á və̀r-wə́-kà „er schlug mich“

- à pə̀rm-ə́-kà „er hörte ihn“
- à pə̀rm-tə́-kà „er hörte sie(f.)“

- à tàw-kà „er schlachtete“
- à tàw-ə́-kà „er schlachtete ihn/es“

- nə̀ lbá-kà „ich kaufte“
- nə̀ lbàh-ə́-kà „ich kaufte es“ (ein Stammauslaut -h, der vor k unhörbar ist, taucht hier wieder auf)

- à zə́m-ə́-kà „er aß es“

Das -ə́ kann in der Nachbarschaft entsprechender Vokale zu -ú oder -í umgefärbt werden:
- à ngróf-ú-kò „er zerbrach es/ihn“ (ə́ > ú nach o)
- à bày-í-kè „er tötete ihn“ (ə́ > í nach y)

Schließlich sind Verben dokumentiert, die das pronominale Objekt der 3. sg. mask. durch -ànì (Endstellung) bzw. -á (interne Stellung) ausdrücken:
- ìs tàt úl-wà „du siehst mich“
- ìn tàt úl-ànì „ich sehe ihn“
- ìn tàt úlə̀-tà „ich sehe sie(f.)“
- n ùl-á-kà „ich sah ihn“
- n ùlə́-tə́-kà „ich sah sie(f.)“

Das folgende Verb scheint ein -ani- > -anə in interner Stellung zu haben:
- à ɓə́lə́-kà „er schüttelte“
- à ɓl-ànə́-kà „er schüttelte ihn“

Das Objektssuffix der 3. Pers. Plural ist ähnlich kompliziert und wird hier nicht näher dargestellt.

### Objektssuffixe bei Pluralsubjekt
Wenn das Verb bei Subjekt in der 2. oder 3. Person Plural ein Pluralsuffix tragen muss und gleichzeitig ein Objektsuffix enthält, verschmelzen beide Suffixe auf nicht leicht vorhersehbare Weise. Einige Beispiele:
- mùnòkúm tàt úl-wə́nì „ihr seht mich“ (-wə́nì = „mich“ + Plural)
- á və̀r-wə́n-kà „sie schlugen mich“
- à zə́m-tə́n-kà „sie aßen es(f.)“
- à pə̀rm-nə́n-kà „sie hörten ihn/es“
- tày ə́mpə́r-nə́ŋ „sie essen es“
- kə̀ və̀r-nə́n-kà „ihr schlugt ihn“
- kə̀ vr-ántə́-kà „ihr schlugt sie(fem. sg.)“

### Subjektsuffixe
Einige intransitive Verben der Position und Bewegung haben zusätzlich zum Subjektspronomen noch ein sogenanntes Subjektssuffix, das formell sehr den Objektssuffixen ähnelt. Vermutlich kann man diese Verben mit reflexiven Verben anderer Sprachen vergleichen (wie deutsch „ich halte mich auf“, „ich entferne mich“). Beispiele:
- à nzá-n-kà „er lief“ (-n- ist das Subjektssuffix)
- tə̀ nzá-t-kà „sie lief“
- nə̀ sá-w-kà „ich blieb“
- tə̀ sá-tə̀-kà „sie blieb“

In einzelnen Wendungen wird das Subjekt ausschließlich durch das Subjektssuffix zum Ausdruck gebracht:
- ə̀ndàw „ich will gehen / lass mich gehen“ (ə̀ndà „gehen“ + w „(m)ich“)

### Subjunktiv
Eine Form, die man als Subjunktiv bezeichnen kann, wird gebildet, indem vor den Verbalstamm ähnliche Subjektspronomina wie im Perfekt gestellt werden, wobei jedoch die Pronomina alle hochtonig sind und die 3. Pers. sg. mask. die Sonderform də́ hat (statt des à des Perfekts). Der Subjunktiv hat modale Bedeutung:
- də́ lə̀  „er möge gehen“
- mə́ lə̀  „lasst uns gehen“

### Imperativ
Der Imperativ hat ein Präfix á- im Singular und mə̀- im Plural, sowie zusätzlich eine Endung -ə̀:
- á-pə̀rm-ə̀ „höre!“
- mə̀-pə̀rm-ə̀ „hört!“
- á-zə́m-ə̀ „iss!“
- á-zə́m-á „iss es!“
- á-plá-nì „lass ihn!“

## Präpositionen
Es gibt eine Gruppe kleiner Wörter, die vor Substantiven oder vor Possessivsuffixen stehen und die wir als Präpositionen bezeichnen können, z. B.:
ví „wegen“ – ví-wà „meinetwegen“ – ví-kò „deinetwegen“ – ví-nì „seinetwegen“ – ví-tà „ihretwegen“ (etc.)
sə̀ (Dativ) – sə̀-wá „mir“ – sù-kó „dir“ – sə̀-ní „ihm“ (etc.) (Kontextformen: sə́w, súk, sə́n etc.)
Auch die oben behandelte Genitivpartikel ná ist eine Präposition.
Vor Substantiven des mask. Singular stehen Präpositionen in ihrer Grundform. Vor femininen und pluralischen Substantiven müssen sie dagegen mit diesen kongruierende Possessivsuffixe (in der Kontextform) annehmen. Beispiele:
- ví wàɬíà „wegen der Kuh“ (dieses Substantiv gilt als Maskulinum)
- ví-t Kə̀zá „wegen Kəza (Frauenname)“, wörtlich: „wegen ihr, Kəza“

### Mit, Und
Eine weitere Präposition ist də̀ „mit“ (im instrumentalen und komitativen Sinn):
- də̀ zə̀l-wá „mit meinem Ehemann“
- də́-t glúk ná-wà „mit meiner Ehefrau“
- dí-t gíl ná-wà „mit meinen Ehefrauen“ (dít ist Kontextform von dì-tí aus də̀ + ti)

Diese Präposition kann auch mit „und“ übersetzt werden:
- Tìzí də́-t Kə̀zá „Tizi und Kəza“

### Die Lokalpräposition á
Die Präposition á „in, zu“, die Ort und Richtung bezeichnet, kann nur mit solchen Substantiven direkt verbunden werden, die schon eine lokale Bedeutung haben:
- á wálàŋlà „im Dorf, ins Dorf“

Ansonsten muss ein vermittelndes Element dazwischentreten:
- à lə́-k á zá fə̀-ní „er ging zu seinem Vater“. Zwischen die Präposition á und fə̀-ní „sein Vater“ tritt das Element zá.

Dieses Element zeigt seinerseits wie eine Präposition Genuskongruenz:
- á zà Sómbò „zu Sombo(Männername)“
- á zà-t Kə̀zá „zu Kəza(Frauenname)“

### Syntaktische Besonderheiten des Dativs
Normalerweise folgen adverbiale Bestimmungen dem Verb nach. Die Verbindungen aus Dativpräposition und Possessivsuffix haben allerdings die Besonderheit, dass sie in die Verbalphrase zwischen Verbalstamm einerseits und Perfektkennzeichen andererseits eindringen. Wenn das Verb eine Pluralmarkierung hat, so wird diese zweimal gesetzt, nämlich einmal an ihrer gewöhnlichen Position hinter dem Verbalstamm und ein zweites Mal hinter dem Dativpronomen. Beispiele:
sómbò à ná sə̀-nə́-k ná óhò
Sombo er sagen zu-ihm-Perf. dass nein
„Sombo(Männername) sagte zu ihm «nein»“
à náh-án sə̀-nə́-nə̀-k sómbò
sie sagen-Pl. zu-ihm-Pl.-Perf. Sombo
„sie sagten zu Sombo“
à lbàh-án sə̀-wə́-nə̀-k wàɬíyà
sie kaufen-Pl. zu-mir-Pl.-Perf. Kuh
„sie kauften mir eine Kuh“
Diese auf den ersten Blick sehr schwierige Konstruktion kann man gut unter der Annahme erklären, dass es sich bei der Dativpräposition eigentlich um eine verkürzte Form des Verbs psə̀ „geben“ handelt, so dass der letztere Satz ursprünglich etwa konstruiert war als „sie kauften (und) gaben mir eine Kuh“.

## Negation
Jeder negierte Satz endet mit der Negation ɓà. Manche Sätze, darunter solche im Progressiv, kann man einfach durch Nachstellen dieser Negation verneinen:
- tày hə́mà „er weint“
- tày hə́m ɓà „er weint nicht“ (hə́m ist Kontextform von hə́mà)

Das Perfekt kann nicht im negierten Satz stehen. Um ein Perfekt zu verneinen, verwendet man eine Form, die mit dem Subjunktiv identisch ist (und der also insbesondere die Perfektmarkierung -kà fehlt):
kə́ bbó sə́-w ɓà
du-Subj. helfen mir nicht
„du hast mir nicht geholfen“
də́ lbà wàɬì ɓà
er-Subj. kaufen Kuh nicht
„er hat die Kuh nicht gekauft“
Der Imperativ hat eine spezielle Negation, in der anstelle der typischen Imperativmerkmale das gewöhnliche Subjektspronomen steht:
kə̀ vrə́-t ɓà
du schlagen-sie nicht
„schlage sie(fem.) nicht!“ (vrə́-t ist Kontextform von və̀r-tá)

## Relativformen

### Im Relativsatz
Wie viele andere tschadische Sprachen verwendet auch das Gidar spezielle Verbalkonstruktionen im Relativsatz, die hier nur knapp angerissen werden können. Grundsätzlich existiert zu jedem Tempus ein „relatives“ Pendant. An die Stelle des Perfekts tritt eine Form, die weitgehend dieselben Subjektspronomina aufweist wie das Perfekt, der allerdings die Perfektmarkierung -kà fehlt. Die 3. Pers. sg. mask. hat die zusätzliche Besonderheit, dass das Subjektspronomen in zwei Varianten auftritt, nämlich als də̀, wenn das Bezugswort Subjekt des Relativsatzes ist, und als à sonst. Außerdem wird der Relativsatz meist durch die Relativpartikel mə̀z eingeleitet. Beispiele:
ɗə́f mə̀z də̀ kíy-ùk á-nkà
Mann Rel. er-Rel. bringen-dich in-hier
„der Mann, der dich hierher brachte“
ɗák mə̀z à pél sə̀-tá
Frau Rel. er sprechen zu-ihr
„die Frau, mit der er sprach“
ɬú mə̀z mù wə́l
Tier Rel. wir sehen
„das Tier, das wir sahen“

### In der Fokuskonstruktion
Relativformen, ohne die Relativpartikel, werden auch zur Fokussierung eingesetzt. Solche Konstruktionen sind im Gidar (und generell in tschadischen Sprachen) viel häufiger als die recht umständlich klingenden deutschen Übersetzungen. Das fokussierte Satzglied steht immer am Satzanfang:
zə̀rmbá də̀ dé
Zərmba er-Rel. kommen
„Zərmba (Männername) ist es, der kam.“
wàɬì à lbáhə̀
Kuh er kaufen
„Eine Kuh ist es, was er gekauft hat.“

## Fragen

### Satzfragen
Die Satzfrage bildet man, indem am Satzende eine Partikel sà hinzugefügt wird. Außerdem erhält der Satz Frageintonation: ein Hochton auf der vorletzten Silbe im Satz, also derjenigen Silbe, die der Partikel sà unmittelbar vorangeht. Die Tempusformen sind dieselben wie im normalen Aussagesatz:
kù wlú-wə́-nə́-k sà
ihr sehen-mich-Plural-Perfekt Frage
„Habt ihr mich gesehen?“

### Wortfragen
In Wortfragen steht das Fragewort am Satzanfang sowie stets eine Partikel dì am Satzende. Der Satz muss als Fokuskonstruktion (dazu siehe oben) formuliert werden:
náwá-y də̀ də̀ sə́-n wáy dì
wer-ist er-Rel. kochen für-ihn Essen Frage
„Wer hat ihm Essen gekocht?“
mə́ à zə́m dì
was er essen Frage
„Was hat er gegessen?“
náwá-y kə̀ wə́l dì
 wer-ist du sehen Frage
„Wen hast du gesehen?“

## Syntax

### Verbalsatz
Ein Satz mit verbalem Prädikat enthält im Minimalfall ein Subjektspronomen und ein Verb (in dieser Reihenfolge). Wird das Subjekt gesondert ausgedrückt, so besteht der Satz aus Subjekt – Subjektspronomen – Verb. Die Verbindung ist normalerweise so eng, dass das Subjekt die Kontextform annimmt:
wín è gílí-kè
Kind er hinausgehen-Perf.
„das Kind ging hinaus“
wín ist Kontextform von wínà, die a-Vokale sowohl des Subjektspronomens wie des Perfektkennzeichens werden hier durch den Vokalismus des Verbs zu e umgefärbt.
Das Objekt folgt dem Verb; das Verb tritt dabei in die Kontextform:
tày zə́m-áŋ ɬúà
sie essen-Pl. Fleisch
„sie essen Fleisch“
nə̀ kól-ə̀k máddàmbà
ich öffnen-Perf. Tür
„ich öffnete eine Tür“
Ist das Objekt bestimmt, so muss das Verb ein korrespondierendes Objektssuffix erhalten:
nə̀ kól-ə́-k máddàmbà
ich öffnen-es-Perf. Tür
„ich öffnete die Tür“ (wörtlich: „ich öffnete sie, die Tür“)

### Adverbialsatz
Ein Satz mit adverbialem Prädikat kann jedenfalls im Progressiv mit denselben Subjektselementen konstruiert werden wie Verbalsätze im Progressiv.
- Místè tàt éngílì „Miste(Frauenname) ist zuhause“
- tát də̀ dàlá „sie hat Geld“ (wörtlich: „sie ist mit Geld“)
- Zə́rmbà tày də́-t wánk górkù „Zərmba hat eine junge Tochter“ (wörtlich: „... ist mit einer jungen Tochter“)

### Nominalsatz
Ist das Prädikat des Satzes ein Substantiv, so werden folgende Elemente als Kopula „ist/sind“ verwendet:
- yí (3. sg. mask.)
- tə́ (3. sg. fem.)
- ngə́ (3. pl.)

Diese sind Enklitika und stehen grundsätzlich an der zweiten Position im Satz. Beispiele:
- krà yí „das ist ein Hund“
- kr-ɗé ngə́ „das sind Hunde“
- Kə̀zá tə́ mə̀lmú-wà „Kəza ist meine Schwester“
- náwá-y dì „wer ist das?“ (dì ist eine Fragepartikel)

## Wortschatz
Einige Elemente aus dem Grundwortschatz:
| Auge   | árà      |
| drei   | hókù     |
| eins   | tákà     |
| essen  | zə́m      |
| Frau   | ɗák      |
| fünf   | ɬé       |
| geben  | psə̀      |
| gehen  | lə́       |
| gut    | mòggò    |
| Hand   | vá       |
| hören  | pə̀rm     |
| Mann   | zə̀l      |
| Mund   | má       |
| Name   | íyà      |
| sagen  | ə́náhá    |
| sehen  | wə́l ~ úl |
| vier   | póɗó     |
| Wasser | ìnkílè   |
| wissen | sə̀n      |
| zwei   | súlà     |